# Höwenegg

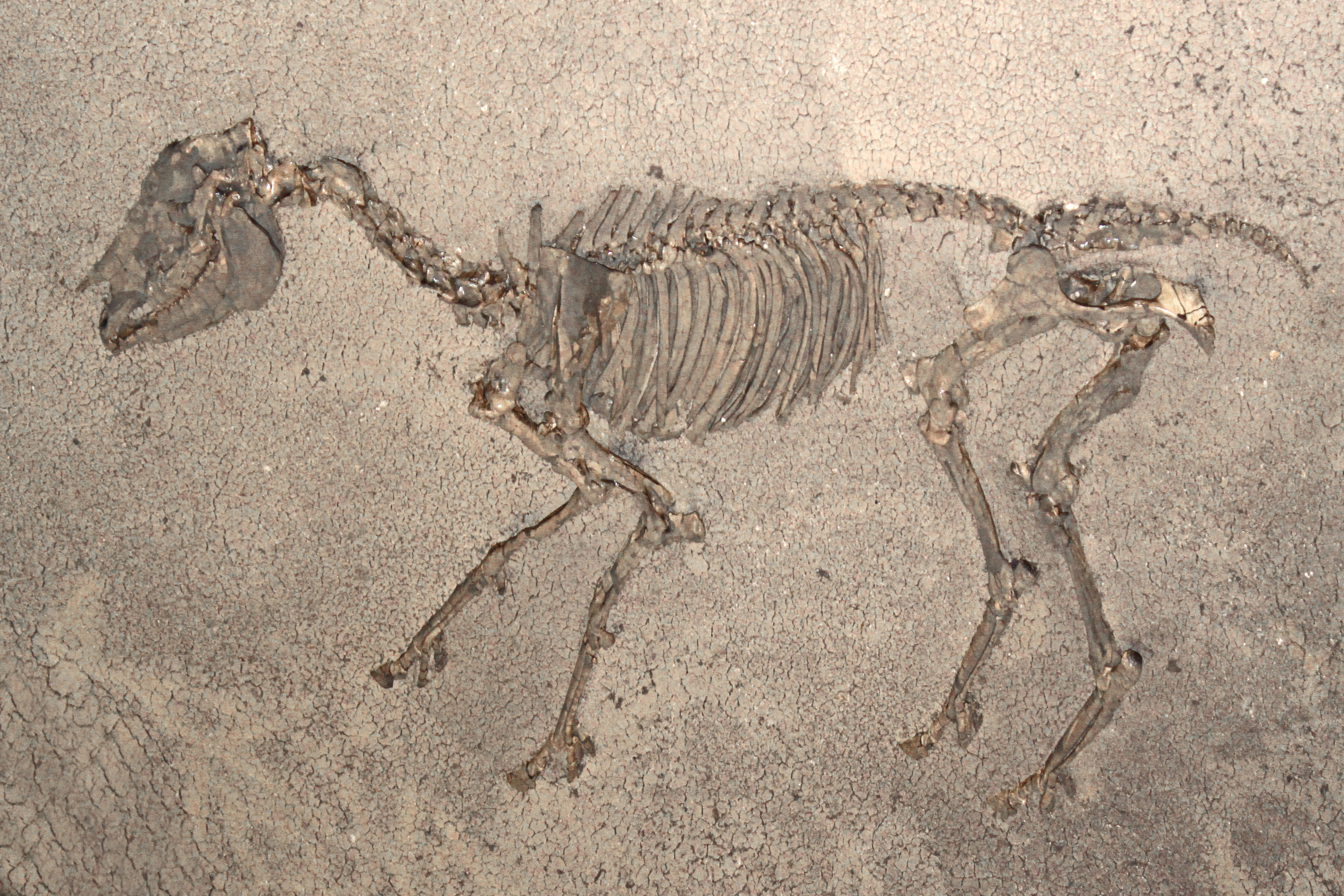
Skelett von Hipparion primigenius von der Fossilfundstätte Höwenegg im Naturkundemuseum Karlsruhe

Der Höwenegg (gelegentlich auch das Höwenegg, so auch beim LGRB; außerdem Hewenegg in Gebrauch) ist ein Berg der westlichen Schwäbischen Alb mit einer besonderen vulkanischen Entstehung, drei Kilometer südlich von Immendingen, auf der Gemarkung von Immendingen, im Landkreis Tuttlingen. Der ehemals 812 Meter, heute nur noch 798 Meter hohe Basaltkegel war einst Standort zweier Burgen und zählt geologisch zu den Hegaubergen. Er ist der nordöstlich gelegene Vertreter der Hegauvulkane.

## Der Berg, seine Geologie und Paläontologie
Die wissenschaftliche Erforschung dieses Vulkanfelds reicht bis ins späte 18. Jahrhundert zurück. Am Höwenegg wurde wie auch am Hohenstoffeln vom ausgehenden 19. Jahrhundert bis zum Jahr 1979 durch die zum Haus Fürstenberg gehörenden Süddeutschen Basaltwerke Basalt für den Straßenbau abgebaut, zunächst für Pflastersteine, später für Straßen- und Bahnschotter sowie Splitt. Dadurch ist die gesamte Südflanke des Bergs abgetragen. Noch bis 1979 wurde der harte Basalt abgebaut, und so entstand eine 85 Meter tiefe Grube; nach der Stilllegung des Steinbruchs bildete sich darin ein durch Regen- und Grundwasser gespeister See.
Nach neueren geowissenschaftlichen Erkenntnissen handelt es sich bei dem Vulkanit des Höwenegg nicht um Basalt, sondern um Nephelinit bzw. Melilithit (bei < 10 % Nephelin), da das Gestein keine Feldspäte, sondern Foide (Feldspatvertreter) enthält. Dieses vulkanische Gestein wird auf ein Alter von 11,8 (± 0,6) Millionen Jahre datiert; es entstand aus Lava, die in die zu dieser Zeit im unteren Obermiozän (Sarmat) bestehenden Sedimentschichten aus Weißjura-Massenkalk und Ältere Juranagelfluh eindrang. Sechs Vulkanschlote konnten bei den Forschungen im 20. Jahrhundert kartiert werden, außerdem wurde vulkanischer Tuff gefunden.
Dass der Nephelinbasaltrumpf hier nicht herauspräpariert ist wie bei den anderen Hegau-Vulkanbergen und der Gesteinsabbau deshalb in die Tiefe gehen musste, liegt daran, dass dieser Teil der Hegaualb weiter weg von der rhenanischen Tiefenerosion liegt.

### Fossilien
In den 1930er Jahren wurden beim Bau eines Entwässerungsstollens für den Steinbruch größere Fossilfunde gemacht. Zwischen 1950 und 1963 haben Forscher wie Max Pfannenstiel 13 mehrwöchige Grabungskampagnen am Höwenegg durchgeführt – entdeckt haben sie dabei das vollständig erhaltene Skelett eines dreizehigen Urpferds Hipparion. Die Versteinerung ist heute im Staatlichen Museum für Naturkunde Karlsruhe ausgestellt. Bei weiteren Grabungen wurden außerdem weitere vollständige Skelette von Antilopen (der Gattung Miotragocerus), urzeitlichen Nashörnern, hyänenartigen Raubtieren und Säbelzahntigern geborgen, dazu 1953 eine Hipparion-Stute mit geburtsreifem Fohlen. Die Fossilfunde liegen in den Sedimenten der Höwenegg-Schichten, die in das frühe Vallesium (MN9, 10,3 Millionen Jahre v. h.) datiert werden und vermutlich die Ablagerungen in einem postvulkanischen Maarsee darstellen.

### Mineralien
Der Steinbruch ist ein Mineralienfundort und die Typlokalität des seltenen Minerals Amicit. Weitere Mineralienfunde vom Höwenegg sind unter anderem in den Fürstlich Fürstenbergischen Sammlungen zu sehen.

## Burgen
Auf dem Höwenegg stand einst die Burg Hewenegg (auch als Junghewen, Höwenegg oder Hauptburg bezeichnet) sowie nördlich davon auf einem 798 m hohen Nebengipfel ihre Vorburg, auch Burgstall oder Kleine Burg genannt. Die Hauptburg wurde um 1100 erbaut, die erste bekannte Erwähnung stammt aus dem Jahr 1291. Besitzer waren die Herren von Hewen und ab 1404 die Grafen von Lupfen-Stühlingen. 1639 wurde die Hauptburg zerstört und in der Folgezeit als Steinbruch verwendet. Später fiel die Burgstelle dem Basaltabbau zum Opfer, ihre ehemalige Lage befand sich an der Stelle an der heute der See ist.
Auch die Vorburg wurde um 1100 erbaut, die erste bekannte Erwähnung stammt aus dem Jahr 1291. Bereits im 15. Jahrhundert war die Anlage aufgegeben und verfiel. Heute sind lediglich Mauerreste erhalten, da die Ruine im frühen 20. Jahrhundert als Steinbruch verwendet wurde.

## Schutzgebiete
Am 24. Juni 1983 wurde der Berg mitsamt den Burgresten der Vorburg und dem Steinbruch durch Verordnung des Regierungspräsidiums Freiburg mit der Schutzgebietsnummer 3.128 unter Naturschutz gestellt, nachdem das Land Baden-Württemberg im selben Jahr das Gelände vom Haus Fürstenberg gekauft hatte. Das Naturschutzgebiet „Höwenegg“ ist 20,7 Hektar groß. Dieselbe Fläche ist als Europäisches Vogelschutzgebiet (SPA-Gebiet) „Höwenegg“ ausgewiesen.
Der Vulkankrater Höwenegg ist seit 2020 als bedeutendes Geotop und Geopoint des UNESCO Geopark Schwäbische Alb ausgezeichnet.